# مشعلة الغاز

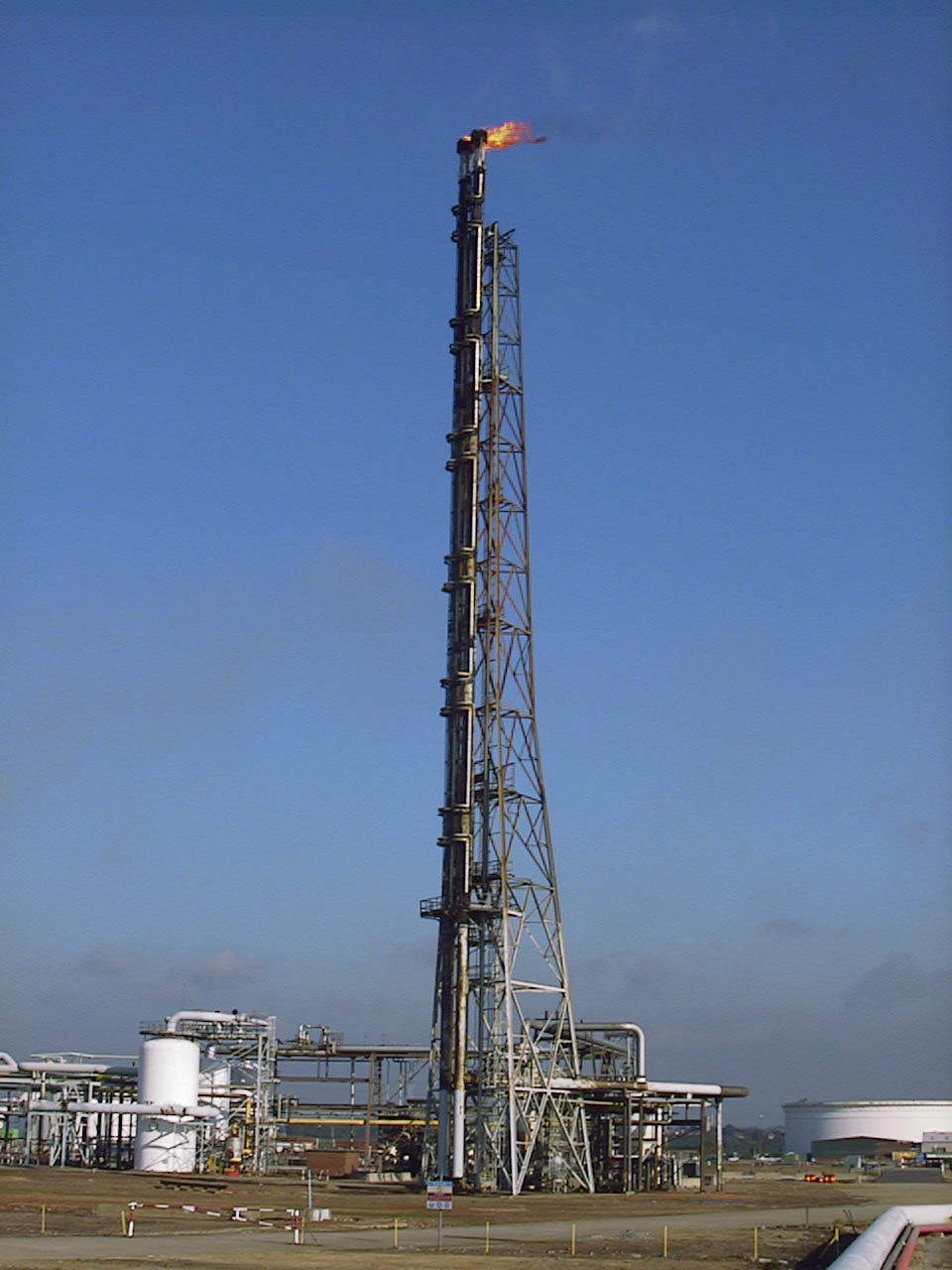
مشعلة غاز في منشأة في إنكلترا

مشعلة الغاز  هو جهاز لحرق الغاز الصادر عن العمليات الصناعية في المنشآت، مثل مصافي النفط أو منشآت معالجة الغاز الطبيعي أو مصانع الكيماويات.
تستخدم مشاعل الغاز بشكل أساسي في المنشآت الصناعية من أجل حرق الغاز القابل للاشتعال المتحرر من صمّامات التنفيس عند الرغبة غير المخطط لها أو الفجائية في التخلص من الضغط الزائد. بالمقابل تستخدم مشاعل الغاز بشكل مقصود عند تشغيل أو إطفاء تلك المنشآت الصناعية.

## النظام العام للشعلات في المصانع الصناعية
عندما تتعرض معدات المصانع الصناعية لضغط زائد، يعمل صمام تخفيف الضغط كجهاز أمن أساسي يطلق الغازات، وأحيانًا السوائل، تلقائيًا. يتم فرض استخدام صمامات تخفيف الضغط بموجب قوانين ومعايير التصميم الصناعي وأيضًا بموجب القانون.
يتم توجيه الغازات والسوائل المُحرَّرة عبر أنظمة أنابيب كبيرة تُعرف باسم رؤوس الشعلة إلى شعلة مرتفعة رأسية. تُحرق الغازات المحررة عند خروجها من أبراج الشعلة، ويتوقف حجم ووضوح اللهب الناتج على معدل تدفق المادة القابلة للاشتعال المُقاس بالجول/ساعة (أو وحدة حرارية بريطانية/ساعة).
تحتوي معظم الشعلات في المصانع الصناعية على فاصل بخار–سائل (ويُعرف أيضًا باسم أسطوانة التجميع) قبل الشعلة لإزالة أي كميات كبيرة من السوائل التي قد تصاحب الغازات المُحرَّرة.
غالبًا ما يتم حقن البخار في اللهب لتقليل تكوّن الدخان الأسود. مع ذلك، عند إضافة كمية زائدة من البخار، قد تحدث حالة تُعرف باسم «زيادة البخار» (Oversteaming)، ما قد يؤدي إلى تقليل كفاءة الاحتراق وزيادة الانبعاثات. للحفاظ على عمل نظام الشعلة، يتم حرق كمية صغيرة من الغاز باستمرار، لضمان أن النظام دائمًا جاهز لوظيفته الأساسية كنظام أمان ضد الضغط الزائد.

### ارتفاع برج الشعلة
يتم تحديد ارتفاع برج الشعلة، أو مدى ذراع الشعلة، بناءً على الإشعاع الحراري المسموح لضمان سلامة المعدات أو الأفراد. بالنسبة للتعرّض المستمر للأفراد الذين يرتدون ملابس صناعية مناسبة، يُوصى بمستوى إشعاع حراري أقصى يبلغ 1.58 كيلوواط/م² (500 وحدة حرارية بريطانية/ساعة.قدم²). مع ذلك، يُسمح بمستويات إشعاع حراري أعلى ولكن مع تقليل مدة التعرض:
- 4.73 كيلوواط/م² (1500 وحدة حرارية بريطانية/ساعة.قدم²): من 3 إلى 4 دقائق.
- 6.31 كيلوواط/م² (2000 وحدة حرارية بريطانية/ساعة.قدم²): حتى 30 ثانية.[9]

## الشعلات الأرضية
تم تصميم الشعلات الأرضية لإخفاء اللهب عن الأنظار وتقليل الإشعاع الحراري والضوضاء. تتكون الشعلة الأرضية من صندوق أو أسطوانة فولاذية مبطنة بمواد مقاومة للحرارة. تكون الشعلة مفتوحة من الأعلى وتحتوي على فتحات حول القاعدة للسماح بدخول هواء الاحتراق.
تحتوي الشعلات الأرضية عادةً على مجموعة من رؤوس الشعلة المتعددة لتوفير القدرة على ضبط معدل الحرق وتوزيع اللهب عبر المقطع العرضي للشعلة. تُستخدم الشعلات الأرضية عمومًا في المناطق الحساسة بيئيًا على اليابسة، كما أنها تُستخدم في بعض الأحيان في المنشآت البحرية مثل أنظمة الإنتاج والتخزين والتفريغ العائمة (FPSOs).

## التأثيرات البيئية
يتم إطلاق الغاز الطبيعي غير المحترق في الشعلة إلى الغلاف الجوي على شكل غاز الميثان، الذي يمتلك قدرة على التسبب في الاحترار العالمي تُقدّر بأنها أكبر 28-36 ضعف تأثير ثاني أكسيد الكربون على مدار قرن، و84-87 ضعفًا على مدار عقدين. يؤدي حرق الغاز الطبيعي في الشعلات إلى إنتاج ثاني أكسيد الكربون ومركبات أخرى متعددة، اعتمادًا على التركيب الكيميائي للغاز الطبيعي ومدى كفاءة عملية الاحتراق في الشعلة. لذلك، عندما تقوم الشعلات بتحويل الميثان إلى ثاني أكسيد الكربون قبل إطلاقه إلى الغلاف الجوي، فإنها تقلل من الاحترار العالمي الذي كان من الممكن أن يحدث.
في عام 2017، ساهمت انبعاثات الشعلات في إنتاج 270 مليون طن (ميغاطن) من ثاني أكسيد الكربون. يُعتبر تقليل انبعاثات الشعلات مكونًا مهمًا في الحد من ظاهرة الاحتباس الحراري. تعهد عدد متزايد من الحكومات والصناعات بالقضاء على أو تقليل استخدام الشعلات. من بين الجهود العالمية، التعهد العالمي بشأن الميثان الذي تم توقيعه في مؤتمر الأطراف السادس والعشرين (COP26)، حيث التزمت 111 دولة بخفض انبعاثات الميثان بنسبة لا تقل عن 30% من مستويات 2020 بحلول عام 2030، ما زاد من التركيز العالمي على الحد من انبعاثات الميثان.
تشمل الانبعاثات السامة الأخرى التي قد تنتج عن الشعلات الهيدروكربونات العطرية مثل البنزين والتولوين والزيلينات والبيرين(a)بنزو. جميع هذه المركبات معروفة بخصائصها المسببة للسرطان. وقد وجدت دراسة في عام 2013 أن الشعلات ساهمت بأكثر من 40% من الكربون الأسود المترسب في القطب الشمالي.
يمكن أن تؤثر الشعلات على الحياة البرية عن طريق جذب الطيور والحشرات إلى اللهب. مثلًا، في 13 سبتمبر 2013، انجذب نحو 7500 طائر مهاجر من طيور الأغاني إلى الشعلة في محطة الغاز الطبيعي المسال في سانت جون، نيو برونزويك، كندا، ما أدى إلى موتها. وقعت حوادث مماثلة عند الشعلات الموجودة على منصات النفط والغاز البحرية.
تُعرف الحشرات مثل العث بانجذابها إلى الضوء. ورد في منشور صادر عن أمانة اتفاقية التنوع البيولوجي حول المبادرة العالمية للتصنيف أن «أحد علماء التصنيف العاملين في غابة استوائية لاحظ أن شعلة الغاز في مصفاة نفط كانت تجذب وتقتل مئات من هذا النوع من العث المعروف بصقر الليل أو أبو الهول. على مدى الأشهر والسنوات التي كانت تعمل فيها المصفاة، لا بد أن عددًا هائلًا من العث قد قُتل، ما يشير إلى أن النباتات لم تُلقح على مساحة واسعة من الغابة»

### الآثار الصحية الضارة
تُطلق الشعلات مجموعة متنوعة من المواد الكيميائية، بما في ذلك البنزين والجسيمات الدقيقة وأكاسيد النيتروجين والمعادن الثقيلة والكربون الأسود وأول أكسيد الكربون. ترتبط العديد من هذه الملوثات بزيادة خطر الولادة المبكرة وانخفاض وزن المواليد عند الولادة. وفقًا لدراسة أُجريت في عام 2020، فإن النساء الحوامل اللاتي يعشن بالقرب من آبار النفط والغاز التي يتم فيها حرق الغاز قد شهدن زيادة بنسبة 50% في معدل الولادات المبكرة.
تُصدر الشعلات أيضًا غاز الميثان ومركبات عضوية متطايرة أخرى، بالإضافة إلى ثاني أكسيد الكبريت ومركبات الكبريت الأخرى المعروفة بتفاقم الربو وأمراض الجهاز التنفسي الأخرى.
وجدت دراسة أُجريت في عام 2021 أن زيادة بنسبة 1% في الغاز الطبيعي المُحترق في الشعلات تؤدي إلى زيادة معدل دخول المستشفيات بسبب أمراض الجهاز التنفسي بنسبة 0.73%.